# Brachycorythis basifoliata
Brachycorythis basifoliata är en orkidéart som beskrevs av Victor Samuel Summerhayes. Brachycorythis basifoliata ingår i släktet Brachycorythis och familjen orkidéer. Inga underarter finns listade i Catalogue of Life.